# Megistostigma yunnanense
Megistostigma yunnanense là một loài thực vật có hoa trong họ Đại kích. Loài này được Croizat mô tả khoa học đầu tiên năm 1941.